# Двигатель Isuzu V
Isuzu V — серия полностью алюминиевых V-образных шестицилиндровых бензиновых двигателей внутреннего сгорания с углом наклона 75°, производившихся с 1992 по 2004 год японской компанией Isuzu. Двигатели оснащены клапанным механизмом SOHC с ременным приводом или DOHC. Более поздние версии имеют прямое зажигание и прямой впрыск бензина.

## 6VD1
- Первое поколение двигателей 6VD1 3.2L SOHC и 6VD1-W DOHC V6 выпускалось с 1992 по 1995 год. Оригинальный SOHC 6VD1 развивал мощность 175 л. с. при 4888 об/мин и крутящий момент 188 фут⋅фунт. Первое поколение DOHC 6VD1-W применялось только в RS и некоторых комплектациях LS Trooper/Bighorns в период с 1992 по 1995 год. Мощность составляла 195 л. с. при 5600 об/мин, а крутящий момент — 195 фут⋅фунт при 3600 об/мин[3]. Этот вариант DOHC имел инжекторы с низким импедансом, а также более высокую степень сжатия, чем SOHC, что потребовало применения датчика детонации.
- Второе поколение SOHC 6VD1 мощностью 190 л. с. выпускалось с 1996 по 1997 год[4]. С 1998 по 2002 год тот же двигатель, получивший индекс 6VD1-W, выпускался с клапанным механизмом DOHC и развивал мощность 205 л. с. Обе версии имеют диаметр цилиндра 93,4 мм и ход поршня 77,0 мм, что обеспечивает рабочий объём 3165 см3.

Применения:
- Isuzu Trooper
- Isuzu MU
- Isuzu Faster
- Isuzu Rodeo/Isuzu Rodeo Sport/Isuzu Amigo[5]/Honda Passport
- Isuzu VehiCROSS

## 6VE1
- 6VE1-W 3.5L DOHC 24V V6 мощностью 160 кВт (215 л. с.) выпускался с 1998 по 2004 год. В 2002 году мощность была увеличена до 230 л. с. (173 кВт). Непосредственный впрыск бензина был добавлен только в 2004 году, следовательно, мощность была увеличена до 250 л. с. (186 кВт). Усовершенствованная версия получила индекс 6VD1. Ход поршня составляет 85 мм, а рабочий объём — 3494 см3.

Применения:
- Isuzu Trooper
- Isuzu VehiCROSS
- Isuzu MU
- Isuzu Axiom
- Isuzu Rodeo